# Mošnov
Mošnov (německy Engelswald) je obec v okrese Nový Jičín v Moravskoslezském kraji. Žije zde 758 obyvatel.
Na území obce se nachází hlavní část letiště Leoše Janáčka Ostrava.

## Název
České jméno Mošnov bylo odvozeno od osobního jména Mošna a jeho význam byl "Mošnův majetek". V těsné blízkosti byla osada Mošnovec či Malý Mošnov nebo Mošnůvek, která s Mošnovem nakonec splynula. Německé jméno Engelswald ("andělský les" nebo "Andělův les") se původně vztahovalo na jinou blízkou osadu (odlišnou od Mošnovce), která rovněž splynula s Mošnovem a její jméno se pak používalo jako německé označení Mošnova.

## Historie
První písemná zmínka o obci pochází z roku 1374 (Engeleswald).

## Obyvatelstvo
| Rok            | 1869 | 1880 | 1890 | 1900 | 1910 | 1921 | 1930 | 1950 | 1961 | 1970 | 1980 | 1991 | 2001 | 2011 | 2021 |
| -------------- | ---- | ---- | ---- | ---- | ---- | ---- | ---- | ---- | ---- | ---- | ---- | ---- | ---- | ---- | ---- |
| Počet obyvatel | 789  | 815  | 843  | 833  | 899  | 859  | 885  | 891  | 916  | 771  | 776  | 713  | 677  | 688  | 749  |
| Počet domů     | 128  | 134  | 131  | 132  | 139  | 145  | 165  | 197  | 179  | 182  | 186  | 210  | 212  | 219  | 239  |

Věková struktura obyvatel obce Mošnov roku 2011
Rodinný stav obyvatel obce Mošnov roku 2011
Vzdělání obyvatel obce Mošnov roku 2011

## Obecní správa
Mezi lety 1869–1979 Mošnov byl obcí v okrese Nový Jičín. Od 1. ledna 1980 do 23. listopadu 1990 patřil jako část města k Příboru a od 24. listopadu 1990 je opět samostatnou obcí.

### Obecní symboly
Znak a vlajka byly obci uděleny rozhodnutím předsedy Poslanecké sněmovny Parlamentu České republiky dne 31. ledna 2002.

## Pamětihodnosti
- Kostel svaté Markéty
- Křtitelnice při kostele